# Флаг Аптекарского острова
Флаг внутригородского муниципального образования муниципальный округ Аптекарский остров в Петроградском районе города Санкт-Петербурга Российской Федерации — опознавательно-правовой знак, служащий официальным символом муниципального образования и знаком единства его населения.
Флаг утверждён 6 ноября 2009 года и внесён в Государственный геральдический регистр Российской Федерации с присвоением регистрационного номера 5655.

## Описание
«Флаг Муниципального образования муниципальный округ Аптекарский остров представляет собой прямоугольное полотнище с соотношением ширины к длине 2:3, воспроизводящее композицию герба в синем, зелёном, белом и жёлтом цветах».
Геральдическое описание герба гласит: «В пересечённом зелёном и лазоревом поле одноарочный сложенный из камней вписанный по сторонам серебряный мост, сопровождаемый вверху в зелени — двумя сообращённо сидящими золотыми грифонами, правый из которых передней левой, а левый — передней правой лапой поддерживают золотую вазу с выходящими семью золотыми листьями; внизу в лазури — золотыми весами».

## Символика
Серебряный одноарочный мост — напоминание о семи мостах, переброшенных через реку Карповку.
Весы — символ аптекарской слободы и аптекарского огорода.
Золотая ваза с выходящими золотыми листьями — напоминание о Ботаническом институте имени академика В. Л. Комарова, музее с уникальной коллекцией гербариев растений (более 5 миллионов видов растений) и Ботаническом саде, расположенном на территории МО Аптекарский остров, а также об оранжереях князя Лопухина, которые некогда были одними из лучших в Санкт-Петербурге.
Золотые грифоны по сторонам от вазы — хранители истории и традиций Аптекарского острова, напоминают также о многочисленных зданиях на территории МО Аптекарский остров, построенных в конце XIX — первой четверти XX века в стиле эклектики и поныне являющихся украшением округа.
Белый цвет (серебро) — чистота помыслов, духовность, искренность, правдивость, невинность, благородство, откровенность, непорочность, надежда.
Жёлтый цвет (золото) — могущество, сила, постоянство, знатность, справедливость, верность, символ солнечного света.
Зелёный цвет — надежда, свобода, радость, возрождение. Наличие на территории округа парка Ботанического сада и Лопухинского сада. Напоминание о названии острова, бытовавшем в XVII веке, — Корппи-саари — остров лесной глуши. Зелень парков и скверов на территории МО Аптекарский остров ныне.
Синий цвет (лазурь) — символ красоты, любви, мира, возвышенных устремлений. Воды рек Большой Невки и Карповки.